# Flugzeugbau Max Gerner
Der Flugzeugbau Max Gerner war einer von insgesamt 28 Luftfahrtbetrieben im Frankfurter Raum zwischen 1907 und 1945. Ihr Gründer, Max Gerner, geboren am 7. April 1900 als Sohn eines Baustoffhändlers in Regensburg, hatte neben seinem Studium an der Rheinischen Ingenieurschule in Mannheim 1922 in der dort gerade entstehenden Flugzeugbaufirma von Richard Dietrich als Konstrukteur gearbeitet und dabei seine ersten Erfahrungen im Entwerfen von Flugzeugen gemacht. Unter anderem war er beteiligt am Entstehen der Dietrich DP I, eines zweisitzigen Doppeldeckers, der sich eng an die Fokker D.VII anlehnte. Gerner hatte zwar noch den Umzug Dietrichs im Januar 1923 nach Kassel mitgemacht, aber nicht mehr dessen weitere Betriebsverlegung nach Berlin 1927. Er ging stattdessen nach Frankfurt am Main, wo er 1928 seine eigene Firma gründete.

## Das erste Flugzeug
Sein Ziel war ein höchst wirtschaftliches leichtes Sportflugzeug, das einfach herzustellen war, ebenso leicht zu warten und zu reparieren. Als Konstruktionselement besonders angetan hatten es ihm dünnwandige Stahlrohre, die hohe Festigkeit bei verhältnismäßig niedrigem Gewicht ergaben. So verzichtete er auf die damals übliche Verwendung von Holz, insbesondere für die Flügel. Da er grundsätzlich geschweißte Stahlrohre verschiedener Abmessungen für alle Bauteile verwendete, bis herunter zu den kleinsten mit 4 mm Durchmesser und 0,5 mm Wandstärke, konnte er es unter der Bezeichnung Ganzstahlflugzeug anbieten. Die Außenhaut bildete, mit Ausnahme des Motorbereichs, wetterfest lackierter Bespannstoff. Dieses erste Flugzeug, von ihm mit G I bezeichnet, war ein kleiner zweisitziger Doppeldecker mit nur 6,0 m Spannweite, der lediglich 200 kg wog, aber gleichzeitig 200 kg Nutzlast befördern können sollte, ein sonst kaum erreichtes Verhältnis von Nutzlast zu Leermasse. Gerner baute es mit nur einem weiteren Helfer namens Eduard Rottke. Wer es eingeflogen hat, ist nicht bekannt. Ebenso steht nicht fest, ob dies noch vor der ILA geschah, die vom 7. bis zum 28. Oktober in Berlin stattfand, oder erst nachher. Auf jeden Fall konnte er das Flugzeug dort bereits ausstellen. Mit einem Anzani-Dreizylindermotor von 35 PS sollte es für 5200 RM zu haben sein, während es mit einem englischen ABC-Zweizylinder-Boxermotor von 39 PS auf 6400 RM gekommen wäre. Da es zwar den Namen Frankfurt, jedoch niemals eine offizielle Zulassung erhielt, konnte es wohl nur innerhalb des Flughafenbereichs Frankfurt-Rebstock geflogen werden. Die meisten der weiteren Erprobungsflüge machte anscheinend der bei der ortsansässigen Südwestdeutschen Luftverkehrs-AG als Fluglehrer tätige Erich Wiegmeyer, der mit dem Flugzeug allerdings auch am 25. September 1929 einen Bruch mit Totalschaden hinlegte. Größeres Interesse scheint dieser Erstling von Gerner nicht erweckt zu haben, denn weitere Exemplare wurden nicht gebaut.

## Das zweite Flugzeug und Beginn der Serienfertigung

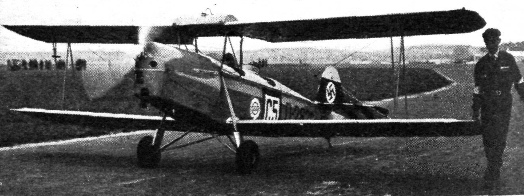
Eine G II R im Jahr 1933

Bald nach den ersten Flügen der G I hatte Gerner mit dem Entwurf und dem Bau eines Nachfolgemusters begonnen, das die Bezeichnung G II R (R für „Reihenbau“, als Hinweis auf den geplanten Serienbau der Maschine) bekam. Es wies dieselben Merkmale wie die G I auf, war aber mit 7,2 m Spannweite etwas größer. Die rechteckigen Tragflächen mit abgerundeten Ecken waren genau so aufgebaut wie schon bei der G I. Als Holme dienten jeweils zwei nahtlos gezogene Stahlrohre von 50 mm Durchmesser und 1,5 mm Wandstärke, auf welche die vorgefertigten Rippen, ebenfalls aus dünnen Stahlröhrchen geschweißt, aufgeschoben wurden und mit darin eingeschweißten Schraubschellen an den richtigen Stellen festgeklemmt wurden. Diese Methode hatte sich Gerner patentieren lassen. Das Mittelstück des oberen Flügels bildete jetzt der auf zwei N-förmigen Baldachinstreben sitzende Kraftstoffbehälter mit 70 l Inhalt, aus dem der Treibstoff dem Motor durch natürliches Gefälle zufloss. Als Besonderheit konnten die Tragflächen nach hinten geklappt werden, wodurch das Flugzeug zur Hallenunterbringung nur noch eine Breite von 2,05 m aufwies. Im Gegensatz zur G I hatte die G II R nur noch an den unteren Flügeln Querruder, deren Form und Größe viele Versuche erforderten. Das Fahrwerk mit durchgehender Achse war auch hier gummigefedert. Das Flugzeug Wnr. 2, im Juni 1931 als D-1936 zugelassen, hatte als Antrieb einen Salmson-Neunzylinder-Sternmotor AD 9 mit 45 PS, der aber ab der Wnr. 6 durch den zum Standardtriebwerk gemachten hängenden Vierzylinder-Reihenmotor Hirth HM 60 mit 60 PS ersetzt wurde. Die Flugerprobung hatte wieder Erich Wiegmeyer geflogen, den aber gegen Ende Eugen Stein ablöste. Wiegmeyer übernahm das Flugzeug für seine bereits erwähnte Firma, bei der es zur Schulung eingesetzt wurde. Von dieser Firma mietete Gerner eine ganze Halle, die er später mit Werk I bezeichnete.
Anscheinend muss bereits in den ersten Augusttagen 1931 das erste Serienflugzeug, Wnr. 3, als D-2154 zugelassen worden sein, das sein Besitzer, Richard J. Kern aus Düsseldorf, sofort zum schon am 11. August beginnenden Deutschlandflug anmeldete. Sowohl dieses als auch noch die D-1936 flogen zeitweise mit Fünfzylinder-Sternmotoren BMW Xa, die 54 PS leisteten. Ein von der Motorradfirma Horex entwickelter Vierzylinder-Reihenmotor AFMA mit 45 PS wurde in der Wnr. 3 erprobt, erwies sich aber als zu schwer.
Ab Wnr. 8, D-2625, trugen die Flugzeuge die Musterbezeichnung G II Rb und hatten von der Wnr. 9 an, der D-2626, den stärkeren Motor HM 60 R mit 85 PS eingebaut. Die Fertigungsrate lag zu dieser Zeit bei etwa einem Flugzeug pro Monat. Bei der Deutschen Luftsport-Ausstellung (DELA )1932 in Berlin war Gerner mit einem Flugzeug in der Ausstellung vertreten. Für die verschiedenen möglichen Motorausstattungen wurden als Preise genannt: 7800 RM mit dem BMW Xa, 8750 RM mit dem HM 60 und 9100 RM mit einem HM 60 R. Im Freigelände wurde das Flugzeug Wnr. 7 auf dem Boden (Auf- und Abrüsten) und im Fluge von seinem Besitzer Herrmann-Otto, Erbprinz zu Solms-Hohensolms-Lich vorgeführt, einem überzeugten Befürworter der Gerner-Flugzeuge.

## Luftsportliches Auftreten
Richard J. Kern, der vorher viel mit Ernst Udet zusammengearbeitet hatte, wollte mit seinem Flugzeug, der Wnr. 3, kurz nach deren Fertigstellung am Deutschlandflug 1931 teilnehmen. Da er mit 35 Minuten Verspätung zum Start erschien, durfte er nur außer Konkurrenz mitfliegen. Das Flugzeug hatte für diesen Flug eine abnehmbare Kabinenhaube über dem Führersitz.
Am Zuverlässigkeitsflug des DLV 1932, ebenso beim Rheinischen Flugturnier im selben Jahr nahm erstmals der Erbprinz teil, der nacheinander nicht weniger als vier G II R gekauft und geflogen hat. Für den Deutschlandflug 1933 waren bereits vier G II Rb gemeldet, von denen allerdings nur zwei teilnahmen. Eine davon flog der Erbprinz mit einem nicht bekannten Orter, die andere Eugen Stein mit dem Besitzer, dem Brillenhersteller Böhler aus Frankfurt. Beide Besatzungen erhielten als Geldpreis je 496,92 RM. Auch beim Deutschlandflug 1934 flog der Erbprinz mit, diesmal mit Josef Jacobs als Orter, jetzt aber im aus sieben G II Rb bestehenden Verband der Untergruppe Essen des DLV. Einen weiteren Verband mit fünf Gerner-Flugzeugen stellte die Ortsgruppe Münster, von dem aber bereits am ersten Wettbewerbstag, dem 21. Juni, die Besatzung Willy Volbracht und Wilhelm Koch tödlich verunglückte. Dieser Verband gab daraufhin den Weiterflug auf. Dem schloss sich am zweiten Tag auch der Essener Verband an.
Beim Deutschlandflug 1935, der diesmal schon am 28. Mai begann, stellte Essen wieder eine Fünferstaffel, die mit der Wettbewerbsnummer B5 den schwierigen Flug durchstand, aber nur auf dem Platz 22 von 29 Teilnehmern landete. Sowohl Jacobs, diesmal als Flugzeugführer, mit Orter W. Schmidt, als auch der Erbprinz mit W. H. Storp flogen in diesem Verband mit. Die letzteren beiden gewannen dann im September den von Kempten ausgehenden Alpenflug. 1936 nahmen sie am Sternflug zu den Olympischen Sommerspielen teil, sowie am 2. Belgischen Rundflug, dies alles aber bereits mit der Weiterentwicklung G II Rc. Auch beim Küstenflug 1937 sollen noch Gerner-Flugzeuge am Start gewesen sein.

## Die Adlerwerke übernehmen Max Gerner
Die ebenfalls in Frankfurt ansässige Firma Adler, vormals Heinrich Kleyer AG, die nicht nur mit ihren Fahrrädern und Nähmaschinen, sondern vor allem mit ihren Kraftfahrzeugen Adler Trumpf und Trumpf Junior erfolgreich war, trachtete danach, wie viele andere Firmen in Deutschland ebenfalls, sich auf dem aussichtsreichen Gebiet der Luftfahrt ein weiteres Standbein zu schaffen. In diesem Feld war die Firma bereits seit 1909 tätig gewesen. Förderlich für dieses Streben war sicher die Tatsache, dass mit Franz Röhr als Chefkonstrukteur und dem Pour-le-mérite-Träger Josef Jacobs als Direktor zwei Kriegsflieger bei Adler großen Einfluss hatten und die Übernahme von Gerners Firma in die Wege leiteten. Jacobs wurde nun Leiter des Gesamtbereichs Flugzeugbau, während Gerner, nun fest bei Adler angestellt, weiter für seine Flugzeuge zuständig blieb. Durch Jacobs Bemühungen nahm der Verkauf von Gerner-Flugzeugen bald erheblich zu. In dieser Zeit erfuhr die G II Rb einige wesentliche Veränderungen. Nicht nur die Form der Leitwerke änderte sich, weg von der bisher rechteckigen Grundform hin zur Trapezform, sondern auch das Fahrwerk wurde wesentlich verbessert, durch langhubige Faudi-Federbeine, die sich nun am Obergurt des Rumpfes abstützten. Dadurch vergrößerte sich die Spurweite von bisher nur 1,2 m auf jetzt 1,6 m. Dazu kamen die moderneren Niederdruckräder. Die Gerner-Flugzeuge waren somit scheinbar auf einem guten Weg.

## Rückschlag und Sperre
Nachdem bereits am 10. März 1933 eine G II R, die Wnr. 7, D-2293, trudelnd aus etwa 60 m Höhe abgestürzt und ein zweites Flugzeug, D-2833 (vermutlich Wnr. 14), unter ähnlichen Umständen am 22. Februar 1934 verunglückt war, ließ der bereits erwähnte Absturz zu Beginn des Deutschlandfluges das Reichsluftfahrtministerium (RLM) aufmerksam werden. Alle Flugzeuge des Musters wurden mit Wirkung vom 1. Juli 1934 gesperrt und eine Untersuchung angeordnet, an der auch die E-Stelle Rechlin beteiligt wurde. Als wesentliche Ursachen stellten sich einmal Störungen der Luftströmung hinter dem im Oberflügel sitzenden Tank heraus, wodurch beim Überziehen praktisch das ganze Leitwerk seine Wirkung verlor und das Flugzeug über einen Flügel abschmierte. Weiter kam eine zu große Schwanzlastigkeit hinzu. Diese Ergebnisse zwangen zu einer sofortigen Umkonstruktion, die zu einem, zumindest in der äußeren Erscheinung, stark veränderten Flugzeug führte, das jetzt als G II Rc bezeichnet wurde. Neu daran war nicht nun die Rückpfeilung der Tragflächen um 8° zur Behebung des Schwerpunktsproblems, sondern auch wesentliche aerodynamisch Verbesserungen, z. B. durch Vergrößerung des Leitwerks. Zwar erhielt das erste Flugzeug dieser Ausführung erst im April 1935 seine Zulassung, doch muss die Fertigung dieser Ausführung (oder die Änderung bereits vorhandener Flugzeuge) schon vorher eingesetzt haben, weil sonst nicht schon einen Monat später fünf, jetzt als Adler-Stahlflugzeuge bezeichnete Gerner-Maschinen am Deutschlandflug 1935 hätten teilnehmen können.

## Trennung von Adler
Weil das wirtschaftliche Ergebnis auf dem Flugzeuggebiet offensichtlich hinter den Erwartungen der Geschäftsführung der Adlerwerke zurückblieb und die weiteren Aussichten wegen der Abstürze und der daraufhin verhängten Sperre getrübt waren, erklärte Adler nach längeren Verhandlungen zum 30. April 1935 die Trennung von Gerner. Dieser arbeitete offensichtlich weiter, nun wieder in eigener Verantwortung als Einzelfirma, konnte aber anscheinend immer weniger Flugzeuge absetzen. Insgesamt dürften nur wenig mehr als fünfzig Flugzeuge gebaut worden sein, von denen sechs Stück G II waren, 34 G II Rb und nur noch 13 G II Rc. Wann die letzte Gerner aus dem Verkehr gezogen wurde, ist nicht bekannt.

## Reparaturwerk Gerner
An die Stelle eigener Fertigung trat offensichtlich schon von 1936 an die Reparatur von Flugzeugen, hauptsächlich der Luftwaffe. Ein Verzeichnis der 1937 arbeitenden Reparaturbetriebe nennt Gerner als zuständig für die Flugzeugmuster He 70, Hs 123, Kl 25 und Kl 32, was bedeutet, dass er nun die ganze Bandbreite vom reinen Holzflugzeugbau bis zur Ganzmetallbauweise abzudecken hatte. Wenig später kamen dann noch das Muster Bf 109 und der Lastensegler DFS 230 hinzu. Zunehmend wurde auch die Neuanfertigung von Bauteilen für diese Flugzeuge von ihm gefordert. Da der Umfang der Aufträge ständig wuchs, wandelte Gerner seine bisherige Einzelfirma am 4. Oktober 1940 in eine GmbH um. Als Flugzeugbau Max Gerner GmbH wurde sie am 12. Dezember in das Handelsregister Frankfurt a. M. eingetragen. Auch ein eigenes Logo war nun auf den Briefbogen zu finden. An insgesamt vier Stellen im Stadtgebiet Frankfurt befanden sich nun seine Werke, von denen das so genannte Werk III einen völligen Neubau darstellte. Das frühere Werk I in einer Halle des Flughafens Rebstock trug nun die Bezeichnung Werk IV. Am 31. Dezember des Jahres bestand die Belegschaft schon aus 1385 Mitarbeitern. Diese Zahl stieg bis 1943 auf fast 1800 an. Luftangriffe zwangen bald zur Auslagerung verschiedener Werke. Das dadurch bedingte zeitweise Absinken der Arbeitsleistung konnte aber schnell ausgeglichen werden.

## Nachkriegszeit
Das Kriegsende brachte auch für Gerner den Zusammenbruch seiner Firma. Er eröffnete aber bereits 1946 eine Maschinen-Schreinerei in Frankfurt-Niederrad, die es auf bis zu 45 Mitarbeiter brachte, 1951 jedoch wieder aus dem Handelsregister gestrichen wurde. Über seine weitere Tätigkeit, bei der auch der Name Flugzeugbau Max Gerner nochmals auftauchte, ist wenig bekannt. Am 24. März 1977 starb er und wurde auf dem Hauptfriedhof in Frankfurt beigesetzt.

## Technische Daten
| Kenngröße             | G I           | G II R              | G II Rb            | G II Rc              |
| --------------------- | ------------- | ------------------- | ------------------ | -------------------- |
| Länge                 | 5,2 m         | 5,6 m               | 6,32 m             | 6,32 m               |
| Spannweite            | 6,0 m         | 7,2 m               | 7,2 m              | 7,2 m                |
| Höhe                  | 1,8 m         | 2,0 m               | 2,12 m             | 2,12 m               |
| Leermasse             | 200 kg        | 225 kg              | 275 kg             | 325 kg               |
| Startmasse            | 400 kg        | 430 kg              | 480 kg             | 560 kg               |
| Höchstgeschwindigkeit | 150 km/h      | 152 km/h            | 160 km/h           | 175 km/h             |
| Landegeschwindigkeit  | 55 km/h       | 57 km/h             | 60 km/h            | 65 km/h              |
| Gipfelhöhe            | 2600 m        | 2700 m              | 4000 m             | 4500 m               |
| Reichweite            | 600 km        | 600 km              | 580 km             | 550 km               |
| Triebwerk             | Anzani, 35 PS | Salmson AD 9, 45 PS | Hirth HM 60, 60 PS | Hirth HM 60 R, 85 PS |